# Armenske danse
Armenske danse er et værk for harmoniorkester skrevet af Alfred Reed (1921–2005). Det er en suite i fire satser, af hvilke Armenske danse (Del I) indeholder første sats, og Armenske danse (Del II) indeholder de resterende tre. Hver del består af et antal armenske folkesange samlet af Komitas Vardapet (1869–1935), en armensk etnomusikolog.

## Del I
Armenske danse (Del I) blev færdiggjort i sommeren 1972 og først opført af University of Illinois Symphonic Band den 10. january 1973. Stykket er dedikeret til Dr. Harry Begian, orkestrets dirigent. Værket er inddelt i fem særskilte sektioner:
1. Tzirani Tzar (Abrikostræet) (takt. 1–29), som åbner stykket, begynder med en kort messingfanfare og løb hos træblæserne. Denne sentimentale sang består af tre relaterede melodier.
2. Gakavi Yerk (Agerhønens Sang) (takt 30–68), en oprindelig komposition af Vardapet, har en enkel melodi, som først fremsættes i træblæserne og derefter gentages af messing. Dens simple, delikate melodi var bestemt til at skulle fremføres af børnekor og er symbolsk for den fugls små skridt.
3. Hoy, Nazan Eem (Hoy, Min Nazan) (takt 69–185) er en livlig dans, mest i taktarten 5/8. I denne sang synger en ung mand en hyldest til hans elskede, kaldet Nazan.
4. Alagyaz (takt 186–223), en folkesang navngivet efter et bjerg i Armenien, er en bred og majestætisk sang; den tjener som kontrast til de hurtige, fremadstræbende sange, der kommer hhv. før og efter denne.
5. Gna, Gna (Go, Go) (takt 224–422) er en indtagende og morsom sang i 2/4; den opbygges i styrke og tempo ind til den spændende konklusion af stykket.